# Омбиш
О́мбиш — село в Україні, у Крутівській сільській громаді Ніжинського району Чернігівської області. До 2020 центр Омбиської сільської ради. Населення — 696 осіб (2012 рік).

## Географія
Село розташоване на півдні району, за 25 км від міста Борзна (автошляхами — близько 32,5 км) та за 10 км від залізничної станції Плиски. Село розташоване на правому березі річки Остер. Висота над рівнем моря — 130 м.

## Історія
Село Омбиш згадується на початку XVII століття на території Чернігівського воєводства Речі Посполитої. Вперше в історичних джерелах згадується 1627 року. До 1648 належало чернігівському скарбникові, шляхтичу Угорницькому та Омбишському монастирю Різдва Богородиці.
З 1649 року  — у складі Івангородської сотні Ніжинського полку Гетьманської України. 1782& року анексоване Російською імперією і включене до складу Чернігівської губернії.
1782 року в Омбишському монастирі робили розписи відомі українські живописці Марко Негреневський та Степан Горошенко.
З 1917 — у складі УНР. Згідно з офіційними радянськими джерелами, Українська Радянська Республіка радянську владу в селі вперше встановлено наприкінці січня 1918 року, коли більшовицька армія Михайла Муравйова, що прямувала на Київ, захопила Омбиш. У листопаді 1918 року сільські загони (за радянськими джерелами — «куркульська банда») розстріляли в селі дев'ять партизан-леніністів, в у тому числі П. Н. Красницького, А. С. Давиденка, Е. Я. Заману, С. І. Легкого, Д. І. Марусечка з синами. Вони поховані в братській могилі, на якій більшовики встановили пам'ятник.
На початку січня 1919 року наступ на лівобережну Україну розпочала Українська радянська армія Антонова-Овсієнка. В першій декаді січня село знову взяте військами комуністичної Росії.
Село постраждало внаслідок примусових депортацій працездатного населення до РРФСР та Голодомору, які практикував уряд СРСР 1932—1933 на території України.

435 жителів Омбишу брали участь у Другій світовій війні, 262 з них — загинули, 154 — нагороджені орденами і медалями СРСР. У бою за відвоювання Омбишу від гітлерівців у вересні 1943 року загинуло 21 вояк, на їх честь в селі споруджено пам'ятник. На честь воїнів-односельців і партизанських сімей, полеглих в роки війни, споруджено обеліск Слави.
У повоєнний період в селі знаходилася центральна садиба колгоспу «Комунар», за яким було закріплено 3515 гектарів сільськогосподарських угідь, у тому числі 2000 га орної землі. Господарство вирощувало зернові культури, картоплю, льон, займалося м'ясо-молочним тваринництвом.
12 червня 2020 року, відповідно до розпорядження Кабінету Міністрів України № 730-р «Про визначення адміністративних центрів та затвердження територій територіальних громад Чернігівської області», увійшло до складу Крутівської сільської громади.
19 липня 2020 року, в результаті адміністративно-територіальної реформи та ліквідації Ніжинського(1923 - 2020) району, увійшло до складу новоутвореного Ніжинського району.

## Інфраструктура
У селі є восьмирічна школа, будинок культури, бібліотека, фельдшерсько-акушерський пункт, магазини, відділення зв'язку.

## Відомі уродженці
- Александрович Тимофій Васильович (*1714, Омбиш — †1746) — український просвітитель, поет, префект Києво-Могилянської академії. Автор низки підручників з піїтики та риторики. Один із найближчих соратників митрополита Київського Рафаїла Заборовського.
- Замана Володимир Михайлович (* 3 грудня 1959, с. Омбиш) — український військовий діяч, генерал-полковник, начальник Генерального штабу Збройних Сил України (з 18 лютого 2012).